# از روسیه با عشق (فیلم)
از روسیه با عشق (انگلیسی: From Russia with Love) فیلمی در ژانر اکشن و جاسوسی است که در سال ۱۹۶۳ اکران شد. این فیلم به‌کارگردانی ترنس یانگ، تهیه‌کنندگی آلبرت آر. بروکلی و هری سالتزمن بود. فیلمنامه‌نویسی آن را ریچارد می‌بام و جوهانا هاروود برعهده داشتند که اقتباسی از رمان یان فلمینگ (از روسیه با عشق، نوشته سال ۱۹۵۷) به‌شمار می‌رفت. در این فیلم، باند برای کمک به فرار تاتیانا رومانوف (کارمند کنسولگری شوروی در استانبول) به ترکیه فرستاده می‌شود؛ جایی‌که سازمان اسپکتر قصد دارد انتقام قتل دکتر نو را از باند بگیرد. این فیلم بعد از دکتر نو (۱۹۶۲) و قبل از گلدفینگر (۱۹۶۴) اکران شد.
یونایتد آرتیستس پس از موفقیت فیلم دکتر نو، ساخت فیلم‌های دنباله‌دار را پی گرفت و بودجه تهیه‌کنندگان را دو برابر کرد. علاوه‌بر فیلم‌برداری‌های محلی در ترکیه، صحنه‌های اکشن در استودیو پاین‌وود، باکینگهام‌شر و اسکاتلند گرفته‌شدند. فیلم طبق بودجه و زمان‌بندی تولید و برای تاریخ برنامه‌ریزی‌شده اکران، تا اکتبر ۱۹۶۳ آماده شد.
از روسیه با عشق، موفقیت تجاری در سینما محسوب می‌شد. این فیلم بیش از ۷۸ میلیون دلار از گیشه جهانی را دریافت کرد که بسیار بیشتر از بودجه ۲ میلیون دلاری تولید آن و بیش از فروش فیلم دکتر نو بود. در نتیجه، تبدیل به یکی از فیلم‌های پرفروش در سینمای دهه ۱۹۶۰ شد. این فیلم که یکی از بهترین آثار مجموعه جیمز باند به‌حساب می‌آید، در سال ۲۰۰۴، به‌عنوان نهمین فیلم برتر بریتانیا در تمام دوران به‌انتخاب مجله توتال فیلم معرفی شد. از روسیه با عشق تنها فیلم باند بود که در این لیست ظاهر شد. همچنین، این اولین فیلم از مجموعه فیلم‌های جیمز باند بود که برنده جایزه بفتا برای بهترین فیلم‌برداری شد.

## خلاصه داستان
پس از آن که دکتر نو در جامائیکا به‌دست جیمز باند به قتل می‌رسد، سازمان «اسپکتر» عملیات آموزش مأموران خود را با هدف گرفتن انتقام آغاز می‌کند. برای به‌دام‌انداختن باند، کرونستین (استاد بزرگ شطرنج درچکسلواکی) که مجری شمارهٔ دو و برنامه‌ریز ارشد اسپکتر است، نقشه‌ای طراحی می‌کند تا باند را به سرقت دستگاه رمزنگار «لکتور» از کنسولگری اتحاد جماهیر شوروی در استانبول ترغیب کند. رزا کلب (سرهنگ سابق سازمان ضدجاسوسی شوروی) که به‌تازگی به سمت مجری شمارهٔ سوم اسپکتر منصوب شده‌، مسئول هدایت این مأموریت و انتخاب فرد مناسب برای ترور باند در لحظهٔ مقرر می‌شود. او برای شروع نقشه، تاتیانا رومانوف (یکی از کارمندان بخش رمز در کنسولگری شوروی) را فرامی‌خواند و با وانمود کردن به این که هنوز در سازمان ضدجاسوسی شوروی مشغول فعالیت است، وی را فریب می‌دهد تا در این مأموریت به سازمان اسپکتر کمک کند. کلب همچنین یک قاتل آموزش‌دیده را به نام رد گرانت استخدام می‌کند.
در لندن، باند به نزد ام (رئیس سازمان ام‌آی۶) فراخوانده می‌شود. ام به باند اطلاع می‌دهد که دختری به نام تاتیانا رومانوف از استانبول پیشنهاد کرده که در ازای تحویل دستگاه رمزنگار به ام‌آی۶، جواز پناهندگی غرب را دریافت نماید. هرچند ام به وجود تله مشکوک می‌شود؛ اما پیشنهاد رومانوف را می‌پذیرد. پیش از این‌که باند عازم استانبول شود، واحد کیو یک کیف دستی مخصوص در اختیار او قرار می‌دهد که وسایل دفاع شخصی و یک قبضه آرمالایت ای‌آر۷ در آن جاساز شده‌اند. پس از ورود به استانبول، باند با علی کریم‌بیگ (رئیس شعبه ام‌آی۶ در استانبول) دیدار می‌کند و تا زمان دریافت خبر جدید از رومانوف، نزد او می‌ماند. در این مدت، عوامل شوروی به رهبری کریلنکو چندین‌بار برای ترور کریم‌بیگ اقدام می‌کنند. در شبی که کریم‌بیگ و باند مهمان شهرک کولی‌ها هستند، مورد حمله آنها قرار می‌گیرند و کریم‌بیگ زخمی می‌شود. در همین حین، گرانت از دور مراقب باند است تا مطمئن شود که برای اجرای مرحلهٔ بعدی نقشه، به او آسیب وارد نشود. کریم‌بیگ و باند پس از مدتی اقامت در شهرک کولی‌ها، به استانبول برمی‌گردند تا از کریلنکو انتقام بگیرند. کریم‌بیگ با کمک باند موفق می‌شود کریلنکو را ترور کند.
تاتیانا رومانوف بدون اطلاع قبلی به اتاق باند در هتل می‌رود و آن دو برای نخستین‌بار همدیگر را ملاقات می‌کنند. تاتیانا که شیفتهٔ باند شده، موافقت می‌کند که تمام اطلاعات لازم را برای عملیات سرقت در اختیار او قرار دهد. این زوج شب را باهم می‌گذرانند؛ غافل از این‌که کلب و گرانت به‌عنوان بخشی از نقشه‌های کرونستین، مخفیانه از معاشقهٔ آنها فیلم‌برداری می‌کنند. تاتیانا نقشه‌های ساختمان کنسولگری شوروی را به‌دست باند و کریم‌بیگ می‌رساند و آنها عملیاتی برای سرقت دستگاه رمزنگار طراحی می‌کنند. با اجرای موفقیت‌آمیز عملیات، باند و تاتیانا با عجله خود را به قطار سریع‌السیر اورینت می‌رسانند و به‌همراه کریم‌بیگ سوار آن می‌شوند. در ایستگاه، یکی از افسران کنسولگری شوروی به‌نام بنز که به حضور تاتیانا مشکوک شده، سوار قطار می‌شود و آنها را زیر نظر می‌گیرد. وقتی باند و کریم‌بیگ متوجه حضور بنز می‌شوند، او را در کابین خودش غافل‌گیر می‌کنند. کریم‌بیگ نزد بنز می‌ماند و باند به کابین تاتیانا بازمی‌گردد و منتظر نقشهٔ پسر کریم‌بیگ در ایستگاه بلگراد می‌شود. در همین حین، گرانت بی‌سروصدا وارد عمل شده و بنز و کریم‌بیگ را به قتل می‌رساند. وقتی باند متوجه این اتفاق غیرمنتظره می‌شود، به مسئول واگن حق‌السکوت می‌دهد و تاتیانا را مجبور می‌کند تا به انگیزهٔ واقعی‌اش برای همکاری با آنها اعتراف کند.
وقتی قطار به بلگراد می‌رسد، باند خبر مرگ کریم‌بیگ را به پسرش می‌دهد و از او می‌خواهد که شرایط ملاقات با یکی از مأموران بریتانیا را در ایستگاه زاگرب فراهم کند. با این حال، گرانت گفت‌وگوی آنها را شنود می‌کند و با به قتل رساندن مأمور بریتانیا در ایستگاه زاگرب، خود را با هویت آن مأمور به باند معرفی می‌کند. او در نوشیدنی تاتیانا داروی خواب‌آور می‌ریزد و باند را در کابین قطار خلع سلاح می‌کند. گرانت فاش می‌کند که تاتیانا یکی از مهره‌های نقشهٔ اسپکتر بوده و حالا هم قرار است هر دوی آنها کشته شوند؛ همچنین قرار است صحنهٔ قتل آنها به‌صورت یک ماجرای ساختگی قتل‌وخودکشی بازسازی شود؛ تا رسانه‌ها تصور کنند که تاتیانا بابت فیلم معاشقه باج‌خواهی کرده و در نتیجه، باند و دستگاه اطلاعاتی بریتانیا رسوا شوند. باند با زیرکی گرانت را فریب می‌دهد تا گاز اشک‌آور را که با ابتکار کیو در کیف دستی جاساز شده بود، آزاد کند. سپس آن دو باهم درگیر می‌شوند و گرانت کشته می‌شود. باند و تاتیانا دستگاه رمزنگار و نوار فیلم معاشقه را برمی‌دارند و در ایستگاه ایستریا از قطار پیاده می‌شوند. باند، راننده‌ای را که در آنجا منتظر گرانت بوده، خلع سلاح می‌کند و به‌همراه تاتیانا با خودروی او فرار می‌کنند. آنها در مسیرشان از حملات بالگردی و قایق‌های مسلح نیروهای اسپکتر جان سالم به‌در می‌برند.
بعد از این‌که ارنست بلوفلد (رئیس سازمان اسپکتر) از مرگ گرانت و فرار باند مطلع می‌شود، دستور می‌دهد که کرونستین را به‌دلیل شکست فاجعه‌بار نقشه‌اش معدوم کنند. کلب سپس مأمور می‌شود که دستگاه رمزنگار را پس بگیرد و باند را بکشد. درحالی‌که باند و تاتیانا در هتلی در ونیز درحال استراحت هستند، کلب با لباس مبدل خدمتکاران وارد اتاق آنها می‌شود و روی باند اسلحه می‌کشد. به لطف تاتیانا، اسلحه از دست کلب به زمین می‌افتد. سپس کلب تلاش می‌کند تا باند را با خنجر سمّی جاسازشده در یکی از کفش‌هایش بکشد. در همین حین، تاتیانا اسلحه را برمی‌دارد و به کلب شلیک می‌کند. با انجام موفقیت‌آمیز مأموریت، باند و تاتیانا مدتی را در کنار هم به قایق‌سواری می‌گذرانند. باند در پایان، نوار فیلم ضبط‌شده از معاشقه با تاتیانا را به آب می‌اندازد.

## بازیگران
- شان کانری در نقش جیمز باند، مأمور مخفی سازمان ام‌آی۶.
- دنیلا بیانکی در نقش ناتانيا رومانوف، کارمند کنسولگری شوروی و معشوق باند.
- پدرو آرمنداریز در نقش علی كريم‌بیگ، رئیس شعبه ام‌آی۶ در استانبول و همکار باند.
- لوته لنیا در نقش رزا کلب، سرهنگ سابق سازمان ضدجاسوسی شوروی و مجری شماره سوم اسپکتر.
- رابرت شاو در نقش رد گرانت، از اعضای اسپکتر و دشمن باند.
- برنارد لی در نقش ام، رئیس سازمان ام‌آی۶.
- ولادک شیبال در نقش كرونستين، استاد شطرنج و از اعضای اسپکتر.
- لوئیز مکسول در نقش مانی‌پنی، منشی ام.
- یونیس گیسون در نقش سيلويا ترنچ، دوست دختر باند.
- والتر گوتل در نقش مورزنی، یکی از اعضای اسپکتر.
- آنتونی داوسون در نقش ارنست استاورو بلوفلد، رئیس سازمان اسپکتر و دشمن باند.
- فرانسیس ده وولف در نقش واورا، رئیس قبیله کولی و دوست کریم‌بیگ.
- جورج پاستل در نقش بازرس قطار.
- آلیزا گور در نقش ويدا، دختر کولی.
- مارتین بسویک در نقش زودا، دختر کولی.
- ناجا رگین در نقش دوست دختر كريم‌بیگ.

## تولید
پس از موفقیت مالی فیلم دکتر نو (۱۹۶۲)، شرکت یونایتد آرتیستس برای ساخت دومین فیلم جیمز باندچراغ سبز نشان داد. این استودیو بودجه‌ای دو برابر بودجه فیلم اول، یعنی ۲ میلیون دلار، در اختیار شرکت ایون پروداکشنز قرار داد و همچنین پاداشی برای شان کانری در نظر گرفت؛ مبنی بر این که او علاوه بر دستمزد ۵۴ هزار دلار، مبلغ ۱۰۰ هزار دلار نیز به‌عنوان پاداش دریافت خواهد کرد.
از آنجا که جان اف. کندی، رئیس‌جمهور وقت ایالات متحده آمریکا، در مصاحبه با مجله لایف رمان از روسیه، با عشق اثر ایان فلمینگ را در فهرست ده کتاب محبوب خود معرفی کرده بود، آلبرت براکلی و هری سالتزمن این رمان را به‌عنوان دنباله داستان فیلم نخست انتخاب کردند. برای تعیین عنوان فیلم، ویرگول موجود در عنوان رمان حذف شد. از روسیه با عشق آخرین فیلمی بود که کندی در کاخ سفید و در تاریخ ۲۰ نوامبر ۱۹۶۳، پیش از سفر به دالاس، تماشا کرد. اغلب عوامل فیلم اول برای پروژه ساخت فیلم دوم بازگشتند؛ به‌جز چند مورد مثل کن آدام (طراح صحنه) که مشغول کار روی فیلم دکتر استرنجلاو (۱۹۶۴) شده بود و جای خود را به سید کین (مدیر هنری فیلم دکتر نو) داد. موریس بایندر (طراح عنوان‌بندی) با رابرت براون‌جان جابه‌جا شد. پیتر پرکینز هم جای باب سیمونز را به‌عنوان هماهنگ‌کننده بدل‌کاری گرفت؛ هرچند سیمونز برخی بدل‌کاری‌های فیلم را انجام داد. همچنین جان بری جایگزین مانتی نورمن برای آهنگسازی موسیقی متن شد.
فیلم از روسیه با عشق چندین عنصر کلیدی معرفی کرد که در سال‌های بعد به مولفه‌های اساسی مجموعه فیلم‌های جیمز باند تبدیل شدند: سکانس افتتاحیه پیش از عنوان‌بندی اصلی، شخصیت بلوفلد (که در فیلم از او فقط با عنوان «مجری شماره اول» یاد می‌شود. به‌جای نام بازیگر نقش بلوفلد در عنوان‌بندی پایان فیلم، از نماد علامت سوال «؟» استفاده شده)، استفاده از ریزابزار مخفی به‌عنوان سلاح باند، صحنه تعقیب‌وگریز با بالگرد (که در تمام فیلم‌های بعدی باند به‌جز مردی با طپانچه طلایی (۱۹۷۴) تکرار شد)، یک صحنه اکشن پس از اوج داستان، ترانه موضوعی همراه با شعر و استفاده از عبارت «جیمز باند بازخواهد گشت» در عنوان‌بندی پایانی.

### فیلمنامه
رمان ایان فلمینگ داستانی مهیج از دوران جنگ سرد بود و فیلم‌سازان برای پرهیز از جنبه‌های جنجال‌آفرین سیاسی، سازمان جاسوسی شوروی موسوم به اسمرش را با تشکیلات جنایی «اسپکتر» جایگزین کردند و برای به تصویر درآوردن محل آموزش نیروهای آن، از فیلم اسپارتاکوس (۱۹۶۰) الهام گرفتند. فیلمنامه‌نویس اصلی، لن دیتون بود و در ابتدا همراه با هری سالتزمن، سید کین و ترنس یانگ به استانبول سفر کرد؛ اما به دلیل پیشرفت کند در نگارش فیلمنامه، از پروژه کنار گذاشته شد. پس از آن، دو تن از نویسندگان فیلم دکتر نو (۱۹۶۲)، یعنی جوهانا هاروود و ریچارد می‌بام، برای نگارش دومین فیلمنامه از این مجموعه بازگشتند. برخی منابع می‌گویند که از هاروود بیشتر برای تهیه فیلمنامه اقتباسی و ارائه پیشنهادهایی که بعدا در فیلمنامه می‌بام گنجانده شد، دعوت به عمل آمد. هاروود در مصاحبه‌ای با مجله سینما رترو اظهار داشت که پیش‌تر در چندین پروژه برای هری سالتزمن فیلمنامه نوشته و نسخه اولیه او برای فیلم از روسیه با عشق به‌طور وفادارانه رمان فلمینگ را دنبال می‌کرد؛ اما او از مجموعه جیمز باند کناره‌گیری نمود به دلیل این که یانگ فیلمنامه او را مدام بازنویسی می‌کرد تا ایده‌هایی در آن بگنجاند که در رمان اصلی وجود نداشت.
می‌باوم در طول فیلم‌برداری نیز بازنویسی‌های روی فیلمنامه متعدد انجام داد. درست پیش از سفر گروه فیلم‌برداری به ترکیه، گرانت هم به صحنه‌های استانبول افزوده شد. این تغییر باعث تمرکز بیشتر بر نقشه اسپکتر می‌شد؛ چرا که قرار بود گرانت در آنجا جان باند را نجات دهد. یکی از آخرین تغییرات در حین فیلم‌برداری این بود که گرانت به‌جای باند، جاسوس عینکی را در ایا صوفیه بکشد و باند تنها با جسد او مواجه شود. برای پرده سوم فیلم، می‌بام دو صحنه تعقیب‌وگریز با بالگرد و قایق‌های تندرو را اضافه کرد و مکان درگیری باند و کلب را از پاریس به ونیز تغییر داد. برکلی ماتر نیز به‌طور غیررسمی در بازنویسی فیلمنامه مشارکت داشت.

## بازی ویدئویی
در سال ۲۰۰۵، بازی ویدیویی از روسیه با عشق توسط الکترونیک آرتس ساخته شد و در ۱ نوامبر ۲۰۰۵ در آمریکای شمالی منتشر شد. خط داستانی آن، کتاب و فیلم را دنبال می‌کند، البته صحنه‌های جدید هم اضافه شده و آن را بیشتر اکشن‌محور می‌کند. یکی از مهم‌ترین تغییرات، جایگزینی سازمان اسپکتر با اختاپوس است زیرا نام اسپکتر (SPECTER) اختلاف حقوقی طولانی‌مدت بر سر حقوق فیلم تاندربال (۱۹۶۵) بین یونایتد آرتیستس/ ام‌جی‌ام و نویسنده کوین مک‌کلوری ایجاد کرد. اکثر بازیگران فیلم به‌شکل مشابهی بازگشتند. کانری نه‌تنها اجازه داد تا از شباهت او در دهه ۱۹۶۰ به‌عنوان باند استفاده شود، بلکه در ۷۰ سالگی دیالوگ‌های این شخصیت را نیز ضبط کرد که نشان‌دهنده بازگشت او به این نقش پس از ۲۲ سال بود. آخرین بازی او به‌عنوان باند در فیلم هرگز دیگر نگو هرگز (۱۹۸۱) صورت گرفت. این بازی دارای حالت مسابقه مرگ چندنفره سوم شخص است و چندین عنصر از فیلم‌های بعدی باند مانند استون مارتین DB5 از گلدفینگر (۱۹۶۴) و کمربند موشک از تاندربال (۱۹۶۵) را به‌تصویر می‌کشد.